# Joseph von Alvinczy de Berberek

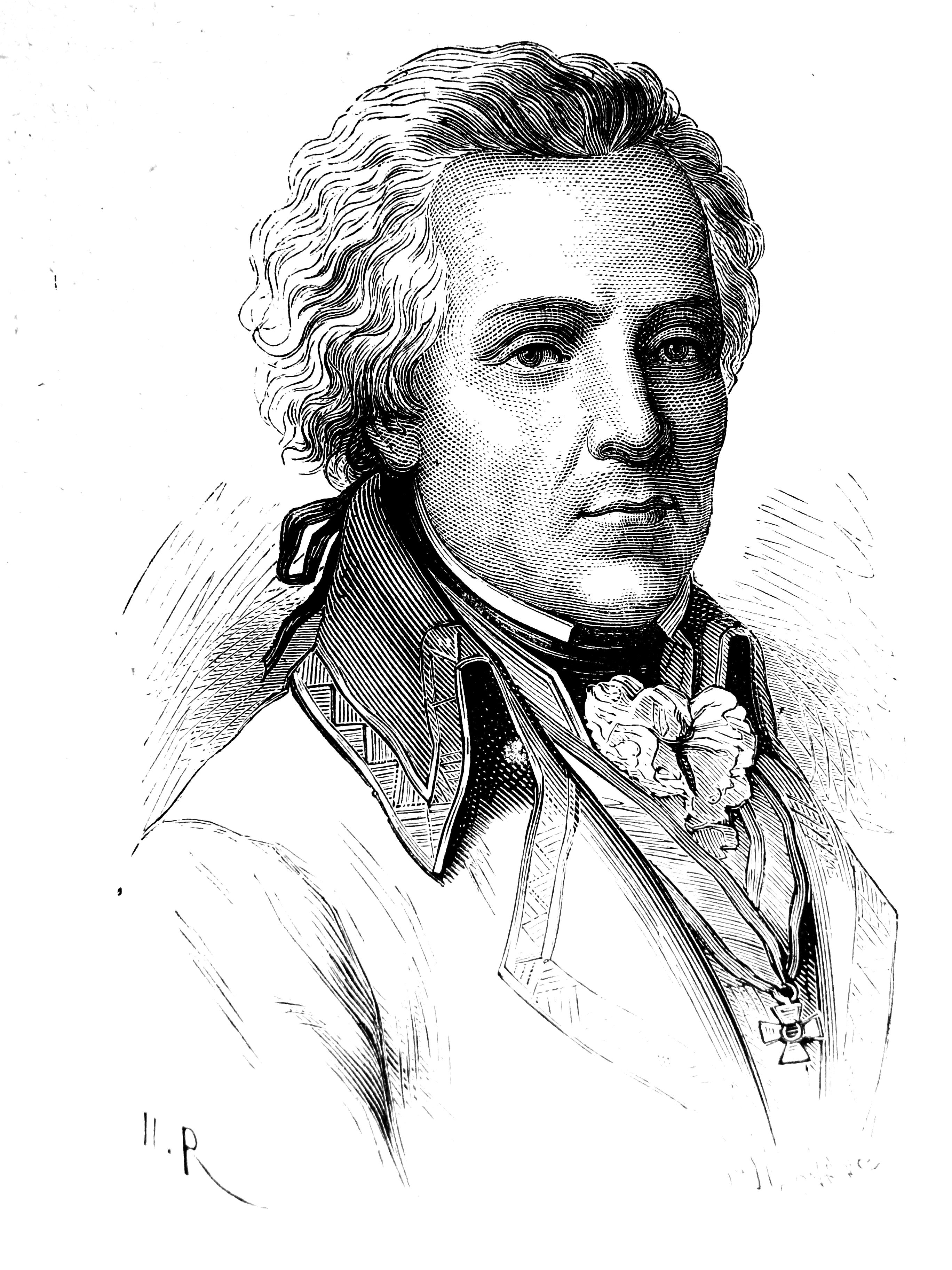
Joseph Alvinczy (Album du Centenaire)

Joseph Freiherr Alvinczy de Berberek, auch Joseph Freiherr Alvinczy von Barberek und Johann von Alvinczy de Berberek, (* 1. Februar 1735 auf Schloss Winz in Vințu de Jos; † 25. September oder 25. November 1810 in Ofen (Buda)) war ein Offizier der kaiserlichen Armee und zuletzt Feldmarschall des Kaisertums Österreich.

## Leben

### Frühe Militärkarriere
Alvinczy trat 1750, 15 Jahre alt, in ein Regiment von Husaren ein. Er zeichnete sich zwischen 1760 und 1762 im Siebenjährigen Krieg als Hauptmann und Major am 3. November 1760 in der Schlacht bei Torgau im heutigen Landkreis Nordsachsen und am 1. Oktober 1761 bei der Erstürmung der belagerten Festung Schweidnitz, heuteŚwidnica in der Woiwodschaft Niederschlesien, aus. Auch 1762 in dem Gefecht bei Teplitz, heute Teplice in Tschechien, zeichnete er sich aus. Bei Torgau und Teplitz wurde Alvinczy schwerer verwundet.
In der darauf folgenden Friedenszeit half er, das von Lacy entworfene neue Exerzierreglement für die österreichische Armee durchzuführen. 
Im Bayerischen Erbfolgekrieg nahm er als Oberst den Prinzen von Hessen-Philippsthal bei der Einnahme von Habelschwerdt gefangen. Als Generalmajor wurde er von Kaiser Joseph II. zum Taktiklehrer seines Neffen, des späteren Kaisers Franz II., ernannt. Nachdem er unter Feldmarschall Laudon am 8. Oktober 1789 vor Belgrad und Semendria gekämpft hatte und zum Feldmarschallleutnant ernannt worden war, führte er 1790 das zur Bekämpfung des belgischen Aufstandes bestimmte Heer. Doch hemmte ein Sturz vom Pferd seine Tätigkeit.

### Erster Koalitionskrieg
Nach Beginn des Ersten Koalitionskrieges 1792 gegen Frankreich kam Alvinczy wieder ins Feld. An der Spitze einer Division zeichnete er sich in der Schlacht bei Neerwinden (18. März 1793) und den folgenden Kämpfen bei Châtillon, Landrecies, Charleroi und Fleurus aus und wurde am 28. Mai 1793 mit dem Kommandeurkreuz des Militär-Maria-Theresien-Ordens ausgezeichnet.
Nachdem die alliierte Armee in Flandern unter Prinz Josias von Sachsen-Coburg-Saalfeld im Sommer 1793 Valenciennes erfolgreich belagert hatte, wurde ein Korps von 35.000 Mann unter dem Herzog von York  zur Belagerung von Dünkirchen abgestellt. Am 8. September 1793 trafen die Verbündeten in der Schlacht bei Hondschoote auf die französische Armee unter General Houchard. Die österreichischen Einheiten standen hier unter dem Kommando von Alvinczy. Nach der dortigen Niederlage und der folgenden in der Schlacht bei Wattignies (14. und 16. Oktober 1793) mussten sich die Interventionsstreitkräfte aus Nordfrankreich zurückziehen. Vom 17. bis 30. April 1794 belagerten die Alliierten die Festung Landrecies. Alvinczy befehligte hierbei den linken Flügel. Am 26. April 1794 nahm er am Gefecht bei Beaumont-en-Cambrésis teil, wo ein französisches Entsatzkorps zurückgeworfen wurde. Alvinczy wurde am 21. Mai 1794 zum Feldzeugmeister befördert und diente danach als Berater des niederländischen Korps unter dem Prinzen von Oranien. Mitte Juni 1794 führte er die Belagerung von Charleroi, das am 25. Juni 1794 kapitulierte. Am 26. Juni 1794 wurde in der Schlacht bei Fleurus ein alliiertes Entsatzheer besiegt. Für seine Leistungen wurde ihm am 7. Juli 1794 das Großkreuz des Militär-Maria-Theresien-Ordens verliehen. Im November 1794 führte Alvinczy 30.000 Mann auf die Wesel zurück, während die Front an der Waal erstarrte.
1795 wurde Alvinczy zur Oberrheinarmee versetzt und erhielt dann das Oberkommando aller Truppen zwischen dem Neckar und Konstanz. Noch vor Beginn des Feldzugs wurde er jedoch in den Hofkriegsrat nach Wien abberufen. Nach dem Rückzug Beaulieus aus der Lombardei nach Tirol ordnete er dessen Armee und bereitete in Tirol die Aufstellung des Landsturms vor. Im Spätherbst 1796 übernahm er das Heer in Italien. Bei dem Versuch, Feldmarschall Wurmser in Mantua zu entsetzen, wurde er von Bonaparte am 15. November 1796 in der Schlacht bei Arcole und am 14. und 16. Januar 1797 in der Schlacht bei Rivoli (1797) geschlagen, woraufhin Wurmser in Mantua kapitulierte und Erzherzog Karl den Oberbefehl erhielt. 
Später wurde Alvinczy noch Kommandierender General in Ungarn und 1808 Feldmarschall der Kaiserlich-Königlichen Armee. Auch erhielt er eine Herrschaft im Banat. Mit seinem Tod erlosch das Geschlecht.

## Kurioses
Die 1919 an den Budapester Kammerspielen uraufgeführte Komödie „Die Nacht in Siebenbürgen“ von Nikolaus (Miklós) Asztalos „behandelt das galante Abenteuer der siebenbürgischen Witwe Alvinczi mit dem Rittmeister von Kleber, der sich als Kaiser Joseph ausgegeben hat.“ Mit Tanz mit dem Kaiser wurde die Komödie 1941 im Kontext der während der NS-Zeit staatlich beeinflussten Produktion und Rezeption verfilmt, wobei die Protagonistin nun den Namen von Alwin trägt.